# أوليفيا برايس (متسابقة يخت)
أوليفيا برايس (بالإنجليزية: Olivia Price) هي متسابقة يخت أسترالية، ولدت في 2 أغسطس 1992 في سيدني في أستراليا.

## وصلات خارجية
- أوليفيا برايس على موقع الاتحاد الدولي للملاحة الشراعية (موقع جديد) (الإنجليزية)
- أوليفيا برايس على موقع الاتحاد الدولي للملاحة الشراعية (موقع قديم) (الإنجليزية)
- أوليفيا برايس على موقع اللجنة الأولمبية الدولية (الإنجليزية)
- أوليفيا برايس على موقع أوليمبيديا (الإنجليزية)
- أوليفيا برايس على موقع اللجنة الأولمبية الأسترالية (الإنجليزية)